# Ulsted Kirke
Ulsted Kirke er en romansk kvaderstenskirke fra 1100-tallet med senere tilbygninger

## Kirkebygningens ydre
Kirken ligger højt hævet på en bakke udenfor Ulsted. Den ældste del er en romansk kvaderstenskirke, hvor koret senere er forhøjet, så tagryggen er i forlængelse af skibets.
I sengotisk tid er der opført et nordkapel i munkesten og med kamtakkede gavle.
Indtil 1927 var kirken kullet (uden tårn) med kirkeklokken ophængt i en klokkestabel på kirkegården. I stedet blev nu bygget et kraftigt tårn med tegltag.
Det gamle våbenhus blev i 1963 erstattet med et nyt og moderne, hvor sidefladerne består af metalrammer med glas. Det er ligesom skib og kor dækket med blytag.
- Ulsted Kirke
- Ulsted Kirke - Indgang til kirkegård
- Ulsted Kirke - Våbenhus

## Kirkerummet
Forhøjelsen af koret er formentligt sket i forbindelse med indbygning af gotisk hvælv i koret i sengotisk tid. Kirken har i øvrigt fladt bræddeloft med synlige bjælker.
Koret og skibet er forbundet med en snæver korbue.
Både sidekapel og tårnrum er med buer forbundet med skibet. I tårnrummet står orglet og sidekapellet rummer ekstra siddepladser for menigheden.
- Ulsted Kirke - kig imod orgel
- Ulsted Kirke - kig imod alter
- Ulsted Kirke - alter

## Inventar
Døbefonten er romansk i en enkel udformning. Der opbevares i nærheden af den et ældre dåbsfad fra 1575.
Alteret er nyt fra kirkens seneste restaurering. Altertavlen er af Rudolf Pedersen 1929 og forestiller Kristus og den samaritanske kvinde. Andetsteds i kirken er ophæng to ældre altertavler. Der er alterkalk fra 1675 og oblatæske fra 1734.
Prædikestolen er fra ca. 1600 og i renæssancestil. Der er billeder af de fire evangelister. Billedene blev malet af Knud Sinding i 1921.

- Ulsted Kirke - Alter
- Ulsted Kirke - Døbefont
- Ulsted Kirke - prædikestol
- Ulsted Kirke - fattigblok

## Kirkeskibet
Fem master skonnert. Ophængt 1920 af pastor Andreasen. Renoveret 1992 af maler Ove Andersen, Slagelse
- Navnløs fem master skonnert
- Skonnerten i kirkerummet

## Eksterne kilder og henvisninger
- Wikimedia Commons har flere filer relateret til Ulsted Kirke
- Præsentation af kirken Arkiveret 28. september 2007 hos  Wayback Machine
- Ulsted Kirke hos KortTilKirken.dk